# Chapter V: Unbent, Unbowed, Unbroken
Chapter V: Unbent, Unbowed, Unbroken é o quinto álbum da banda sueca HammerFall, lançado em 2005.
| Críticas profissionais                                                      | Críticas profissionais |
| Avaliações da crítica                                                       | Avaliações da crítica  |
| Fonte                                                                       | Avaliação              |
| --------------------------------------------------------------------------- | ---------------------- |
| allmusic                                                                    | [ 1 ]                  |
| Sea of Tranquility                                                          | [ 2 ]                  |
| Esta tabela precisa de ser acompanhada por texto em prosa. Consulte o guia. |                        |

## Faixas
| N.º | Título                        | Compositor(es)                | Duração |  |
| 1.  | "Secrets"                     | Oscar Dronjak, Joacim Cans    | 6:06    |  |
| 2.  | "Blood Bound"                 | Dronjak, Cans                 | 3:49    |  |
| 3.  | "Fury of the Wild"            | Dronjak, Cans                 | 4:44    |  |
| 4.  | "Hammer of Justice"           | Dronjak, Cans                 | 4:37    |  |
| 5.  | "Never, Ever"                 | Dronjak                       | 4:05    |  |
| 6.  | "Born to Rule"                | Dronjak, Cans, Stefan Elmgren | 4:08    |  |
| 7.  | "The Templar Flame"           | Dronjak, Cans                 | 3:41    |  |
| 8.  | "Imperial"                    | Dronjak                       | 2:29    |  |
| 9.  | "Take the Black"              | Dronjak, Cans                 | 4:46    |  |
| 10. | "Knights of the 21st Century" | Dronjak, Cans                 | 12:19   |  |

| Limited edition |                        |                                 |         |  |
| N.º             | Título                 | Compositor(es)                  | Duração |  |
| 11.             | "The Metal Age" (Live) | Dronjak, Jesper Strömblad, Cans | 4:55    |  |

| Japanese edition |                              |                                 |         |  |
| N.º              | Título                       | Compositor(es)                  | Duração |  |
| 11.              | "Blood Bound" (instrumental) | Dronjak, Cans                   | 3:50    |  |
| 12.              | "The Metal Age" (live)       | Dronjak, Jesper Strömblad, Cans | 5:36    |  |

## Formação
- Joacim Cans – vocal
- Stefan Elmgren – guitarra
- Oscar Dronjak – guitarra e vocais
- Magnus Rosén – baixo e vocais
- Anders Johansson - bateria

## Desempenho nas paradas musicais
| Parada musical (2005)           | Melhor posição |
| ------------------------------- | -------------- |
| Alemanha (Media Control Charts) | 12             |
| Áustria (Parada Musical)        | 36             |
| França (SNEP)                   | 159            |
| Itália (FIMI)                   | 73             |
| Japão (Oricon)                  | 163            |
| Suécia (Sverigetopplistan)      | 4              |
| Suíça (Schweizer Hitparade)     | 39             |